# Dasychira wandammena
Dasychira wandammena is een donsvlinder uit de familie van de spinneruilen (Erebidae). De wetenschappelijke naam van de soort is voor het eerst geldig gepubliceerd in 1916 door Bethune-Baker.